# 553 v. Chr.
Portal Geschichte | Portal Biografien | Aktuelle Ereignisse | Jahreskalender | Tagesartikel

◄ |
7. Jahrhundert v. Chr. |
6. Jahrhundert v. Chr. |
5. Jahrhundert v. Chr. |
►

◄ | 570er v. Chr. | 560er v. Chr. | 550er v. Chr. | 540er v. Chr. |
530er v. Chr. |
►

◄◄ | ◄ | 556 v. Chr. | 555 v. Chr. | 554 v. Chr. | 553 v. Chr. |
552 v. Chr. |
551 v. Chr. |
550 v. Chr. |
► |
►►

## Ereignisse

### Politik und Weltgeschehen
- Der Perserkönig Kyros II. beginnt in der Region Harran mit der Eroberung des Mederreichs.
- Kamarina auf Sizilien wird im Krieg von Syrakus zerstört.

### Wissenschaft und Technik
- Im babylonischen Kalender fällt das babylonische Neujahr des 1. Nisannu auf den 31. März–1. April[1], der Vollmond im Nisannu auf den 14.–15. April[1] und der 1. Tašritu auf den 23.–24. September[1].[2]